# Victor Tourjanski
Pour les articles homonymes, voir Tourjanski.
Victor (ou Viktor) Tourjanski, né Viatcheslav Konstantinovitch Tourjanski / Turzhansky (en transcription anglaise), en russe : Вячесла́в Константи́нович Туржа́нский) le 4 mars 1891 à Kiev, alors en Russie (aujourd'hui en Ukraine), et mort le 13 août 1976 à Munich, en Allemagne de l'Ouest (aujourd'hui en Allemagne), il est un acteur, scénariste et réalisateur de cinéma ukrainien qui émigra après la révolution russe de 1917. Il travailla en France, puis aux États-Unis, revint en France, s'installa ensuite en Allemagne dans les années 1930 et finit sa carrière cinématographique en Italie.

## Biographie
Né dans une famille d'artistes à Kiev, le jeune Tourjanski était très enthousiasmé par le théâtre et est rapidement devenu l'acteur de la troupe du théâtre Solovtsov à Kiev. Tourjanski déménagea à Moscou en 1911, où il étudia une année dans la classe de Stanislavski, ensuite il tourna dans des films muets et, deux ans plus tard, fit ses débuts en tant que metteur en scène-réalisateur à la veille de la Grande Guerre. Il épousa Alexandra Dmitrieff dont il eut un fils, Oleg, né à Moscou en 1916. Lorsque la révolution d'Octobre éclata, il partit se réfugier à Yalta qui n'était pas encore prise par les Bolchéviks.
Lorsque les décrets de nationalisation de l'industrie du cinéma furent appliqués en Crimée, il partit avec la Compagnie d'Ermoliev et ses acteurs pour la France via Constantinople en février 1920. Il était accompagné de sa seconde femme l'actrice ukrainienne Nathalie Kovanko et de son beau-frère Boris de Fast. Arrivé à Paris, il changea son nom de baptême, Viatcheslav, en Victor plus facilement prononçable pour les Français. Son nom fut associé également à celui de Victor de Fast.
Il fut assistant d'Abel Gance pour le tournage de son Napoléon, en 1927.
Il travailla ensuite pour la Universum Film AG en Allemagne, où il s'installa dans les années 1930.
En 1931, il rencontra l'actrice française Simone Simon pour laquelle il tourna un premier film, Le Chanteur inconnu. En 1935, il tourna un second film avec elle, Les Yeux noirs. Nathalie Kovanko quitta alors Victor Tourjanski et rentra chez elle en Ukraine.
À la fin des années 1950, il s'installa en Italie et réalisa plusieurs films italiens sous le nom d'Arnaldo Genoino.

## Filmographie
- 1915 : Les Frères Karamazov (Bratya Karamazovy)
- 1921 : L'Ordonnance
- 1921 : Les Contes de mille et une nuits
- 1922 : Le Quinzième Prélude de Chopin
- 1922 : Nuit de carnaval
- 1922 : La Riposte
- 1923 : Le Chant de l'amour triomphant
- 1923 : Calvaire d'amour
- 1924 : Ce cochon de Morin
- 1924 : La Femme masquée
- 1925 : Le Prince charmant
- 1926 : Michel Strogoff
- 1928 : The Adventurer
- 1928 : Volga ! Volga !
- 1928 : Tempête (Tempest)
- 1929 : Manolesco, prince des sleepings (Manolescu, der König der Hochstapler)
- 1931 : L'Aiglon
- 1931 : Der Herzog von Reichstadt
- 1931 : Le Chanteur inconnu
- 1932 : Hôtel des étudiants
- 1933 : L'Ordonnance
- 1934 : La Bataille
- 1934 : Volga en flammes
- 1934 : The Battle
- 1935 : Les Yeux noirs
- 1935 : Vedette hongroise (Die ganze Welt dreht sich um Liebe)
- 1936 : Puits en flammes
- 1936 : La Peur ou Vertige d'un soir
- 1936 : Stadt Anatol
- 1937 : Le Mensonge de Nina Petrovna
- 1938 : La Voix du cœur (Verklungene Melodie)
- 1938 : Nostalgie
- 1938 : Geheimzeichen LB 17
- 1938 : La Belle Hongroise (Der Blaufuchs)
- 1939 : Der Gouverneur
- 1939 : Une femme comme toi (Eine Frau wie Du)
- 1940 : Les Frontaliers (Feinde)
- 1940 : Die keusche Geliebte
- 1941 : Illusion
- 1942 : Die goldene Brücke
- 1943 : Liebesgeschichten
- 1943 : La Coupole de la mort (Tonelli)
- 1944 : Orient-Express
- 1948 : Si te hubieses casado conmigo
- 1949 : Dreimal Komödie
- 1949 : Der blaue Strohhut
- 1950 : Der Mann, der zweimal leben wollte
- 1950 : Vom Teufel gejagt
- 1951 : Mutter sein dagegen sehr
- 1953 : Ehe für eine Nacht
- 1953 : Salto Mortale
- 1953 : Arlette erobert Paris
- 1954 : Morgengrauen
- 1955 : Die Toteninsel
- 1955 : Valse royale (Königswalzer)
- 1956 : Beichtgeheimnis
- 1957 : Aphrodite, déesse de l'amour (La Venere di Cheronea)
- 1958 : Une affaire diabolique (en) (Herz ohne Gnade)
- 1959 : Le Roi cruel (Erode il grande)
- 1959 : Les Bateliers de la Volga (I battellieri del Volga)
- 1960 : Les Cosaques (I cosacchi)
- 1960 : La Princesse du Nil (La donna dei faraoni)
- 1961 : Le Triomphe de Michel Strogoff
- 1962 : Cléopâtre, une reine pour César (Una regina per Cesare)

## Sources
- Christian Gilles, Le cinéma des années [trente, quarante, cinquante] par ceux qui l'ont fait,  Paris : L'Harmattan, 2000.  (ISBN 978-2-7384-8951-7)
- Tourjansky Viatcheslav/Victor (1891-1976) sur 1895